# تشارلز روبنسون (حكم)
تشارلز روبنسون (بالإنجليزية: Charles Robinson)‏ (7 يوليو 1964) حكم مصارعة محترفة أمريكي يعمل مع الدبليو دبليو أي منذ عام 2001 ويعتبر من أشهر الحكام في الاتحاد.

## روابط خارجية
- تشارلز روبنسون على موقع CageMatch worker (الإنجليزية)
- تشارلز روبنسون على موقع عالم المصارعة على الإنترنت (الإنجليزية)
- تشارلز روبنسون على موقع عالم المصارعة على الإنترنت (الإنجليزية)
- تشارلز روبنسون على موقع IMDb (الإنجليزية)
- تشارلز روبنسون على موقع قاعدة بيانات الفيلم (الإنجليزية)
- تشارلز روبنسون على موقع كينوبويسك (الروسية)
- WWE biography
- Online World Of Wrestling profile